# Europese kampioenschappen kunstschaatsen 1985
De Europese Kampioenschappen kunstschaatsen zijn wedstrijden die samen een jaarlijks terugkerend evenement vormen, georganiseerd door de Internationale Schaatsunie (ISU).
De kampioenschappen van 1985 vonden plaats van 4 tot en met 10 februari in de Scandinavium in Göteborg. Het was de derde keer na de EK van 1972 en de EK van 1980 dat de kampioenschappen in Göteborg plaatsvonden en de vijfde keer dat ze in Zweden plaatsvonden. Het EK voor mannen in 1912 vond in Stockholm en de EK van 1968 in Västerås plaats.
Voor de mannen was het de 77e editie, voor de vrouwen en paren was het de 49e editie en voor de ijsdansers de 32e editie.

## Historie
De Duitse en Oostenrijkse schaatsbond, verenigd in de "Deutscher und Österreichischer Eislaufverband", organiseerden zowel het eerste EK Schaatsen voor mannen als het eerste EK Kunstschaatsen voor mannen in 1891 in Hamburg, in toen nog het Duitse Keizerrijk, nog voor het ISU in 1892 werd opgericht. De internationale schaatsbond nam in 1892 de organisatie van het EK kunstschaatsen over. In 1895 werd besloten voortaan het WK kunstschaatsen te organiseren en kwam het EK te vervallen. In 1898, na twee jaar onderbreking, vond toch weer een herstart plaats van het EK kunstschaatsen.
De vrouwen en paren zouden vanaf 1930 jaarlijks om de Europese titel strijden. De ijsdansers streden vanaf 1954 om de Europese titel in het kunstschaatsen.

## Deelname
Er namen deelnemers uit negentien landen deel aan deze kampioenschappen. Zij vulden het aantal van 71 startplaatsen in de vier disciplines in.
Voor België nam Katrien Pauwels voor de vierde keer deel in het vrouwentoernooi. Voor Nederland nam Ed van Campen voor de derde keer in het mannentoernooi deel en debuteerde Tjin Li Wang in het vrouwentoernooi.
(Tussen haakjes het totaal aantal startplaatsen over de disciplines.)
| Sovjet-Unie (11) Duitse Democratische Republiek (7) Duitsland (7) Tsjecho-Slowakije (6) Frankrijk (5) | Italië (5) Verenigd Koninkrijk (4) Zwitserland (4) Hongarije (3) Oostenrijk (3) | Zweden (3) Denemarken (2) Finland (2) Nederland (2) Polen (2) | Spanje (2) België (1) Joegoslavië (1) Noorwegen (1) |

## Medaille verdeling
Bij de mannen werd Jozef Sabovčík de 33e Europees kampioen en, na Karol Divín in 1958, 1959 en Ondrej Nepela van 1960-1973 de derde kampioen uit Tsjechoslowakije. Het was zijn tweede medaille, in 1983 werd hij tweede. De nummers twee en drie, Vladimir Kotin en Grzegorz Filipowski stonden beide voor de eerste keer op het erepodium bij de EK Kunstschaatsen. De bronzen medaille voor Filipowski was de eerste medaille voor Polen in het mannentoernooi en de tweede medaille op de gezamenlijke toernooien. In 1934 veroverden Zofja Bilorowna / Tadeusz Kowalski bij het paarrijden de bronzen medaille.
Bij de vrouwen prolongeerde Katarina Witt de Europees titel. Het was haar derde titel op rij en haar vierde medaille, in 1982 werd tweede. Voor Kira Ivanova op plaats twee was het haar eerste medaille bij de EK. Claudia Leistner eindigde net als in 1983 op plaats drie, het was ook haar tweede medaille.
Bij de paren prolongeerden Elena Valova / Oleg Vasiliev de Europese titel. Het was hun derde medaille, in 1983 werden ze tweede. Voor de paren op de plaatsen twee en drie, Larisa Seleznova / Oleg Makarov en Veronika Pershina / Marat Akbarov was het hun eerste medaille bij het EK.
Bij het ijsdansen werden Natalja Bestemjanova / Andrej Boekin, na 1983, voor de tweede keer Europees kampioen, het was hun vierde medaille, in 1982 en 1984 werden ze tweede. Voor Marina Klimova / Sergei Ponomarenko op de tweede plaats was het hun tweede medaille, in 1984 werden ze derde. Het paar Petra Born / Rainer Schonborn op plaats drie stond voor het eerst op het erepodium bij het EK.
| Discipline | Goud                                 | Zilver                              | Brons                             |
| ---------- | ------------------------------------ | ----------------------------------- | --------------------------------- |
| Mannen     | Jozef Sabovčík                       | Vladimir Kotin                      | Grzegorz Filipowski               |
| Vrouwen    | Katarina Witt                        | Kira Ivanova                        | Claudia Leistner                  |
| Paren      | Elena Valova / Oleg Vasiliev         | Larisa Seleznova / Oleg Makarov     | Veronika Pershina / Marat Akbarov |
| IJsdansen  | Natalja Bestemjanova / Andrej Boekin | Marina Klimova / Sergei Ponomarenko | Petra Born / Rainer Schonborn     |

## Uitslagen
| #      | naam (deelname)         | land                                    | pc     |
| ------ | ----------------------- | --------------------------------------- | ------ |
| Goud   | Jozef Sabovčík (7)      | Vlag van Tsjechië                       |        |
| Zilver | Vladimir Kotin (5)      | Vlag van Sovjet-Unie                    |        |
| Brons  | Grzegorz Filipowski (5) | Vlag van Polen                          |        |
| 4      | Heiko Fischer (4)       | Vlag van Duitsland                      |        |
| 5      | Falko Kirsten (4)       | Vlag van Duitse Democratische Republiek |        |
| 6      | Viktor Petrenko         | Vlag van Sovjet-Unie                    |        |
| 7      | Fernand Fedronic (2)    | Vlag van Frankrijk                      |        |
| 8      | Richard Zander          | Vlag van Duitsland                      |        |
| 9      | Lars Akesson (5)        | Vlag van Zweden                         |        |
| 10     | Petr Barna (3)          | Vlag van Tsjechië                       |        |
| 11     | Alessandro Riccitelli   | Vlag van Italië                         |        |
| 12     | Nils Koepp              | Vlag van Duitse Democratische Republiek |        |
| 13     | Ralph Burghart          | Vlag van Oostenrijk                     |        |
| 14     | Lars Dresler (2)        | Vlag van Denemarken                     |        |
| 15     | Stephen Pickavance      | Vlag van Verenigd Koninkrijk            |        |
| 16     | Oula Jaaskelainen       | Vlag van Finland                        |        |
| 17     | Wojciech Gwinner (2)    | Vlag van Polen                          |        |
| 18     | Imre Raabe              | Vlag van Hongarije                      |        |
| 19     | Ed van Campen (3)       | Vlag van Nederland                      |        |
| 20     | Fernando Soria (4)      | Vlag van Spanje                         |        |
| -      | Oliver Honer (3)        | Vlag van Zwitserland                    | t.z.t. |

| #      | naam (deelname)          | land                                    | pc |
| ------ | ------------------------ | --------------------------------------- | -- |
| Goud   | Katarina Witt (7)        | Vlag van Duitse Democratische Republiek |    |
| Zilver | Kira Ivanova (5)         | Vlag van Sovjet-Unie                    |    |
| Brons  | Claudia Leistner (3)     | Vlag van Duitsland                      |    |
| 4      | Simone Koch (2)          | Vlag van Duitse Democratische Republiek |    |
| 5      | Anna Kondrashova (3)     | Vlag van Sovjet-Unie                    |    |
| 6      | Natalia Lebedeva         | Vlag van Sovjet-Unie                    |    |
| 7      | Claudia Villiger         | Vlag van Zwitserland                    |    |
| 8      | Patricia Neske           | Vlag van Duitsland                      |    |
| 9      | Agnes Gosselin (3)       | Vlag van Frankrijk                      |    |
| 10     | Susan-Ann Jackson (3)    | Vlag van Verenigd Koninkrijk            |    |
| 11     | Sandra Cariboni (4)      | Vlag van Zwitserland                    |    |
| 12     | Constanze Gensel         | Vlag van Duitse Democratische Republiek |    |
| 13     | Lotta Falkenback         | Vlag van Zweden                         |    |
| 14     | Elise Ahonen (3)         | Vlag van Finland                        |    |
| 15     | Tamara Teglassy (2)      | Vlag van Hongarije                      |    |
| 16     | Katrien Pauwels (4)      | Vlag van België                         |    |
| 17     | Florence Copp            | Vlag van Frankrijk                      |    |
| 18     | Sabine Paal              | Vlag van Oostenrijk                     |    |
| 19     | Beatrice Gelmini         | Vlag van Italië                         |    |
| 20     | Paola Tosi               | Vlag van Italië                         |    |
| 21     | Connie Sjoholm-Jorgensen | Vlag van Denemarken                     |    |
| 22     | Nevenka Lisak (5)        | Vlag van Joegoslavië (1943-1992)        |    |
| 23     | Vibeke Sørensen          | Vlag van Noorwegen                      |    |
| 24     | Gabriella Balova         | Vlag van Tsjechië                       |    |
| 25     | Tjin Li Wang             | Vlag van Nederland                      |    |
| 26     | Marta Olozagarre         | Vlag van Spanje                         |    |

| #      | naam (deelname)                         | land                                    | pc     |
| ------ | --------------------------------------- | --------------------------------------- | ------ |
| Goud   | Elena Valova (3) Oleg Vasiliev (3)      | Vlag van Sovjet-Unie                    |        |
| Zilver | Larisa Seleznova (2) Oleg Makarov (2)   | Vlag van Sovjet-Unie                    |        |
| Brons  | Veronika Pershina (4) Marat Akbarov (4) | Vlag van Sovjet-Unie                    |        |
| 4      | Birgit Lorenz (5) Knut Schubert (6)     | Vlag van Duitse Democratische Republiek |        |
| 5      | Manuela Landgraf Ingo Steuer            | Vlag van Duitse Democratische Republiek |        |
| 6      | Claudia Massari (3) Daniele Caprano     | Vlag van Duitsland                      |        |
| 7      | Lenka Knapova René Novotný (2)          | Vlag van Tsjechië                       |        |
| -      | Dagmar Kovarova (2) Jozef Komar (2)     | Vlag van Tsjechië                       | t.z.t. |

| #      | naam (deelname)                             | land                         | pc |
| ------ | ------------------------------------------- | ---------------------------- | -- |
| Goud   | Natalja Bestemjanova (6) Andrej Boekin (6)  | Vlag van Sovjet-Unie         |    |
| Zilver | Marina Klimova (3) Sergei Ponomarenko (3)   | Vlag van Sovjet-Unie         |    |
| Brons  | Petra Born (5) Rainer Schonborn (5)         | Vlag van Duitsland           |    |
| 4      | Karen Barber (7) Nicholas Slater (7)        | Vlag van Verenigd Koninkrijk |    |
| 5      | Natalia Annenko Genrikh Sretenski           | Vlag van Sovjet-Unie         |    |
| 6      | Kathrin Beck (3) Christoff Beck (3)         | Vlag van Oostenrijk          |    |
| 7      | Isabella Michel (4) Roberto Pelizzola (6)   | Vlag van Italië              |    |
| 8      | Jindra Hola (6) Karol Foltan (6)            | Vlag van Tsjechië            |    |
| 9      | Klara Engi (2) Attila Toth (2)              | Vlag van Hongarije           |    |
| 10     | Antonia Becherer (3) Ferdinand Becherer (3) | Vlag van Duitsland           |    |
| 11     | Sharon Jones Paul Askham                    | Vlag van Verenigd Koninkrijk |    |
| 8      | Nathalie Herve (5) Pierre Bechu (5)         | Vlag van Frankrijk           |    |
| 11     | Marianne van Bommel (4) Wayne Deweyert (4)  | Vlag van Nederland           |    |
| 12     | Marine Olivier (3) Philippe Boissier (3)    | Vlag van Frankrijk           |    |
| 13     | Brunilde Bianchi (2) Valter Rizzo (2)       | Vlag van Italië              |    |
| 14     | Isabelle Cousin Martial Mette               | Vlag van Frankrijk           |    |
| 15     | Gaby Schuppli Markus Merz                   | Vlag van Zwitserland         |    |
| 16     | Asa Agblad Christer Thornell                | Vlag van Zweden              |    |

Medaillewinnaars

Mannen · 
Vrouwen ·
Paren · 
IJsdansen

Toernooi

1891 · 
1892 · 
1893 · 
1894 · 
1895 · 
1896-1897 · 
1898 · 
1899 · 
1900 · 
1901 · 
1902-1903 · 
1904 · 
1905 · 
1906 · 
1907 · 
1908 · 
1909 · 
1910 · 
1911 · 
1912 · 
1913 · 
1914 · 
1915-1921 · 
1922 · 
1923 · 
1924 · 
1925 · 
1926 · 
1927 · 
1928 · 
1929 · 
1930 · 
1931 · 
1932 · 
1933 · 
1934 · 
1935 · 
1936 · 
1937 · 
1938 · 
1939 ·
1940-1946 · 
1947 · 
1948 · 
1949 · 
1950 · 
1951 · 
1952 · 
1953 · 
1954 · 
1955 · 
1956 · 
1957 · 
1958 · 
1959 · 
1960 · 
1961 · 
1962 · 
1963 · 
1964 · 
1965 · 
1966 · 
1967 · 
1968 · 
1969 · 
1970 · 
1971 · 
1972 · 
1973 · 
1974 · 
1975 · 
1976 · 
1977 · 
1978 · 
1979 · 
1980 · 
1981 · 
1982 · 
1983 · 
1984 · 
1985 · 
1986 · 
1987 · 
1988 · 
1989 · 
1990 · 
1991 · 
1992 · 
1993 · 
1994 · 
1995 ·
1996 · 
1997 · 
1998 · 
1999 · 
2000 · 
2001 · 
2002 · 
2003 · 
2004 · 
2005 · 
2006 ·
2007 ·
2008 ·
2009 ·
2010 ·
2011 ·
2012 ·
2013 ·
2014 ·
2015 ·
2016 ·
2017 ·
2018 ·
2019 ·
2020 ·
2021 · 
2022 · 
2023 · 
2024 · 
2025

WK kunstschaatsen ·
WK kunstschaatsen junioren ·
Viercontinentenkampioenschap ·
Olympische Spelen